# Magnus Bellnerus
Magnus Bellnerus, född 1634 i Bellö församling, Jönköpings län, död 21 juni 1700 i Gistads församling, Östergötlands län, var en svensk präst.

## Biografi
Magnus Bellnerus föddes 1634 i Bellö församling. Han var son till bonden Per Olofsson och Kajsa Månsdotter på Hessleberg. Bellnerus blev 1657 student vid Uppsala universitet och inskrevs i universitetets matrikel 22 september 1658. Han blev 1666 kollega vid Söderköpings trivialskola och prästvigdes 28 mars 1667. Bellnerus blev 4 april 1683 kyrkoherde i Gistads församling. Han avled där 1700.

### Familj
Bellnerus gifte sig 1669 med Brita Mogathæus (död 1725), som var dotter till kyrkoherden Andreas Magni Mogathæus i Vist församling. De fick tillsammans barnen Brita Bellnerus. som var gift med kyrkoherden Martinus Bangelius i Gistads församling, Ingeborg Bellnerus. som var gift med kyrkoherden Andreas Wåhlin i Östra Stenby församling, komministern Olof Bellnerus i Skänninge församling, Catharina Bellnerus, som var gift med kyrkoherden Petrus Lundberg i Ljungs församling, och komministern Petrus Bellnerus i Normlösa församling.